# فيفا أطاطا (مسلسل)
تدور أحداث المسلسل حول العجوز (أطاطا) التي تسبب المشاكل لنفسها ولمن حولها فتدخل السجن بعد اتهامها بارتكاب جريمة، وتثير بعض الأزمات داخل السجن وتسبب العديد من المشاكل لمأمور السجن والذي تعاني ابنته من مرض نفسى يجعلها منفصلة عن الواقع وتعيش بعقلية طفلة صغيرة وأنها ستشفى من هذه العقدة النفسية بعد أن تقابل أطاطا والتي ستقص عليها حكايات من الماضي حتى يتم شفاؤها.
يدور المسلسل حول شخصيتين، الأولى هي شخصية اللمبي التي قدمها محمد سعد في عدة أفلام أشهرها فيلم اللمبي عام 2002، والشخصية الثانية هي أطاطا التي ظهرت في فيلم عوكل عام 2004. اسم المسلسل مستوحى من اسم فيلم قديم هو فيفا زلاطا.

## بطولة
- محمد سعد: "أطاطا" و"اللمبي"
- إيمي سمير غانم "لميس"
- سامي العدل "عباس"
- نيللي كريم
- علاء زينهم
- حسن حسني
- أحمد وفيق
- صلاح عبد الله
- عبد الرحمن أبو زهرة "إسماعيل"
- سلوى عثمان
- سامي مغاوري
- بدرية طلبة
- حمادة صميدة